# ست وثلاثون حيلة

الحيل الست والثلاثين

الحيل الست والثلاثين (三十六計／三十六计, Sānshíliù Jì) هي مجموعة من الحيل أو التكتيكات من التراث الصيني تنسب إلى الجنرال الصيني تان داوجي يمكن استعمالها في السياسة أو في الحياة اليومية وتعتبر من التراث الصيني العام وتدرس حتى في المدارس كما يتم الاقتباس منها أو طباعتها في شكل كتيبات مصورة. وتعتبر الثقافة الصينية استعمال الحيل والتفطن لها أمرا إيجابيا على عكس العديد من الثقافات الأخرى التي ترى استعمال الحيل أمرا لا أخلاقيا. والحيل الست والثلاثون يرمز لها بعناوين وهي:
- اخدع القيصر واعبر البحر
- حاصر فاي لتنقذ زاو
- اقتل بسكين غيرك
- انتظر عدوك وأنت مرتاح
- استغل حريقا لتسرق
- أحدث ضجة في الشرق وهاجم من الغرب
- أحدث شيئا من لاشيء
- التحرك سرا إلى شينسانغ
- راقب النار على الضفة المقابلة من النهر
- اخفي الخنجر وراء ابتسامة
- شجرة العنب تموت بدل شجرة التوت
- اسحب الحمل بيد لطيفة
- اضرب على الأرض لتفزع الحية
- استعر جسدا لعودة الروح
- استدرج النمر من الجبل إلى السهل
- إذا أردت القبض على شيء أتركه طليقا في البداية
- إرمي بحجر لتجني ياقوتا
- أبطل مفعول عدوك عن طريق اختطاف قائدهم
- إسحب الحطب خلسة من تحت القدر
- عكر المياه لتصطاد السمك
- الحشرة تتخلص من هيكلها الخارجي الذهبي
- أغلق الأبواب لتقبض على اللص
- تحالف مع العدو لتهاجم جيرانك
- استعر طريقا لمهاجمة غو
- اسرق الأعمدة واستبدلها بأخشاب خرقاء
- اجلد شجر البلوط وأشر إلى شجرة الأرز
- تصنع الجنون دون أن تفقد توازنك
- استدرج إلى السقف ثم اسحب السلم
- زين الأشجار البالية بزهور جميلة
- اقلب دور الضيف إلى المضيف
- حيلة المرأة الجميلة
- حيلة أبواب المدينة المفتوحة
- حيلة زرع الفتنة
- حيلة الجرح الذاتي
- إستراتيجية العقد
- الهروب أفضل طريقة

## الأصل
و ستة وثلاثون الحيل
اسم يأتي من جمع كتاب تشى، في حجمه السيرة الذاتية السابع، سيرة وانغ Jìngzé (王敬 则 传/王敬 则 传).
كان وانغ جنرال الذين خدموا جنوب تشى منذ أول إمبراطور من سلالة قاو. عندما جاء الإمبراطور مينغ إلى السلطة وتنفيذ العديد من المحاكم وأعضاء العائلة المالكة خوفا من أن أنها تهدد حكمه، يعتقد وانغ انه سيتم استهداف المقبل وتمردوا. كما وردت أنباء أن وانغ شياو Baojuan وابنه وليا للعهد الإمبراطور مينغ، فروا على عجل بعد التعلم للتمرد، علق بأن «من ستة وثلاثين الحيل من الرب تان، كان تراجع قصارى جهده، وكنت الأب وابنه ينبغي تشغيل بالتأكيد». [ 2 ]
سيدي تان هنا يشير إلى عام تان Daoji من عهد اسرة سونغ ليو، الذي أجبر على التراجع بعد فشل هجومه على وى الشمالية، وانغ ذكر اسمه في ازدراء كمثال على الجبن [ 3 ] .
تجدر الإشارة إلى أن عدد 36 كانت تستخدم من قبل وانغ كشخصية الكلام في هذا السياق، ويقصد للدلالة على العديد من الحيل بدلا من أي رقم محدد. كان اختيار انغ لهذا المصطلح في إشارة إلى تشينغ لي، حيث 6 هو عدد يين أن يشارك في العديد من الصفات مع المخططات المظلمة المشاركة في الاستراتيجية العسكرية. كما 36 هو مربع من 6، وبالتالي بمثابة استعارة ل استراتيجيات عديدة [ 3 ] .
منذ انغ لم يشير إلى أي 36 الحيل محددة ومع ذلك، فإن 36 الأمثال وصلتها الاستراتيجيات والتكتيكات العسكرية من المحتمل أن يكون قد تم إنشاء بعد وقوعها، مع جمع الاقتراض اسمها فقط من قول وانغ. [ 4 ]
وقد تم بنسب مختلفة عزا «36 الحيل» ل سون تزو من فترة الربيع والخريف من الصين، أو تشو قه ليانغ من فترة الممالك الثلاث، ولكن لا تعتبر من المؤلف الحقيقي من قبل المؤرخين. بدلا من ذلك، فإن الرأي السائد هو أن 36 الحيل ربما تكون قد نشأت في كل من التاريخ المكتوب والشفوي، مع العديد من إصدارات مختلفة جمعت من قبل مؤلفين مختلفين على مر التاريخ الصيني. بعض الحيل الرجوع الحوادث في زمن أحد بن، تقريبا. 150 سنة بعد وفاة صن وو. [ 4 ]
وكان يعتقد في غلاف عادي، نسخ اليد الأصلية التي هي أساس الإصدار الحالي ل تم اكتشافها في مقاطعة شنشى الصينية، من تاريخ غير معروف ومؤلف، ووضعها في الطباعة من قبل ناشر المحلية في عام 1941 . جاء الحيل 36 فقط انتباه الجمهور إلى بعد مراجعة ل انها نشرت في صحيفة قوانغمينغ اليومية للحزب الشيوعي الصيني في 16 سبتمبر 1961. وقد طبع بعد ذلك وزعت مع تنامي شعبية. [ 4 ]
وتنقسم الحيل 36 من زمن مقدمة، 6 فصول تحتوي على 6 الحيل لكل منهما، والتي كانت خاتمة غير مكتملة مع النص مفقود.
تصف الفصول 3 الأولى عموما التكتيكات للاستخدام في حالات المفيد، في حين أن 3 فصول مشاركة تحتوي على الحيل التي هي أكثر ملاءمة ل أوضاع غير مواتية.
النص الأصلي لل ستة وثلاثون الحيل لديه أسلوب الاقتضاب الذي هو شائع في الكلاسيكية الصينية. ويرافق كل المثل التي كتبها تعليقا باختصار، لم يعد من جملة أو 2، وهذا يفسر كيف قال المثل ينطبق على التكتيكات العسكرية.
 ترتبط هذه الأمثال الصينية 36 إلى 36 سيناريوهات المعركة في التاريخ والفولكلور الصيني، في الغالب من فترة الدول المتحاربة وفترة الممالك الثلاث.

### الفصل 1: الفوز الحيل
- (勝戰計)

#### خداع السماوات لعبور المحيط
- (瞞天過海／瞒天过海, Mán tiān guò hǎi)
- اجعل لاهدافك الحقيقية قناعا، باستخدام حيلة تكون هدفا وهميا إلى ان يتحقق الهدف الحقيقي. من الناحية التكتيكية، ويعرف هذا بأنه "خدعة فتح ': أمام الجميع، وكنت أشير غربا، عندما هدفك هو في الواقع في شرق البلاد.

#### محاصرة وي لإنقاذ تشاو
- (圍魏救趙／围魏救赵, Wéi Wèi jiù Zhào)
- عند العدو قوية جدا أن تتعرض للهجوم مباشرة، ثم مهاجمة شيء انه تعتز. أعرف أنه لا يمكن أن تكون متفوقة في كل شيء. في مكان ما هناك فجوة في الدرع، وهو الضعف الذي يمكن أن تتعرض للهجوم بدلا من ذلك. والفكرة هنا هي لتجنب وجها لوجه معركة مع عدو قوي، وبدلا من ذلك ضرب ضعفه في مكان آخر. وهذا إجبار العدو على التراجع القوي من أجل دعم ضعفه. سوف تقاتل ضد العدو الآن متعب وانخفاض الروح المعنوية تعطي فرصة أكبر بكثير من النجاح.

#### قتل بالسيف اقترضت
- (借刀殺人／借刀杀人, Jiè dāo shā rén)
- هجوم باستخدام قوة أخرى (في الحالة التي يكون فيها استخدام القوة المرء ليست مواتية). خداع حليف في مهاجمته، رشوة مسؤول لتحويل الخائن، أو استخدام قوة العدو نفسه ضده. الفكرة هنا هي أن يسبب ضررا للعدو عن طريق الحصول على 3rd الطرف للقيام الفعل.

#### انتظر في أوقات الفراغ حين يجاهد العدو
- (以逸待勞／以逸待劳, Yǐ yì dài láo)
- ومن ميزة ل اختيار الوقت والمكان للمعركة. بهذه الطريقة يمكنك أن تعرف متى وأين سوف تأخذ مكان المعركة، في حين لا عدوك لا. تشجيع عدوك لإنفاق طاقته في تنفيذ المهام عقيمة في حين كنت الحفاظ على قوتك. عندما يتم استنفاد ومرتبكة، وكنت الهجوم مع الطاقة والغرض. والفكرة هي أن يكون قواتكم معدة إعدادا جيدا للمعركة، في نفس الوقت الذي العدو هرعت إلى يقاتلونكم. وهذا يعطي القوات الخاصة بك ميزة كبيرة في المعركة القادمة، والتي سوف تحصل لتحديد زمان ومكان.

#### نهب وحرق منزل
- (趁火打劫, Chèn huǒ dǎ jié)
- عندما تعاني دولة من الصراعات الداخلية، وعند المرض والمجاعة تنهش السكان، عندما الفساد والجريمة متفشية، وبعد ذلك سوف تكون قادرة على التعامل مع تهديد خارجي. هذا هو الوقت المناسب لل هجوم. الحفاظ على جمع المعلومات عن العدو الداخلي. إذا كان العدو هو حاليا في أضعف حالته من أي وقت مضى، ومهاجمة من دون رحمة وتدمير تماما لمنع المشاكل المستقبلية.

#### جعل صوت في الشرق، ثم ضرب في الغرب
- (聲東擊西／声东击西, Shēng dōng jī xī)
- في أي معركة يمكن عنصر المفاجأة توفير ميزة ساحقة. حتى عندما وجها لوجه مع العدو، مفاجأة لا يزال من الممكن يعمل عن طريق مهاجمة حيث تتوقع الأقل عليه. للقيام بذلك يجب أن تقوم بإنشاء التوقع في الاعتبار العدو من خلال استخدام خدعة. الفكرة هنا هو الحصول على العدو ل تركيز قواته في موقع، ومن ثم مهاجمة أماكن أخرى والتي ستكون دافع ضعيفة.

### الفصل 2: العدو التعامل الحيل
- (敵戰計)

#### خلق شيء من لا شيء
- (無中生有／无中生有, Wú zhōng shēng yǒu)
- الكذب عادي. جعل شخص ما يعتقد أن هناك شيئا ما عندما يكون هناك في الواقع شيئا. أسلوب واحد من استخدام هذه الاستراتيجية هو خلق الوهم من وجود شيء ما، في حين أنه لا وجود لها. طريقة أخرى هي خلق الوهم بأن شيئا ما غير موجود، في حين يفعل.

#### إصلاح الطرق علنا معرض، ولكن التسلل من خلال مرور Chencang
- (明修棧道,暗渡陳倉／明修栈道,暗渡陈仓, Míng xiū zhàn dào, àn dù chén cāng)
- خداع العدو مع هذا النهج واضحة من شأنها أن تستغرق وقتا طويلا جدا، في حين فاجأ له من خلال اتخاذ الاختصار والتسلل إليه. كما يركز العدو على شرك، وقال انه سوف نفتقدك التسلل متروك له. هذا التكتيك هو امتداد لتكتيك «جعل صوت في الشرق، ثم ضرب في الغرب». ولكن بدلا من مجرد نشر المعلومات المضللة للفت انتباه العدو، وتستخدم الطعوم المادية لزيادة اليقين العدو على التضليل. هذه الطعوم يجب أن ينظر إليها بسهولة من قبل العدو، للتأكد من أنها لفت الانتباه العدو. في نفس الوقت، يجب على الطعوم تتصرف كما لو من المفترض أن تفعل ما كانوا يفعلون زورا، لتجنب الشك الرسم العدو.

#### لمشاهدة حرائق مشتعلة عبر النهر
- (隔岸觀火／隔岸观火, Gé àn guān huǒ)
- تأخير دخول ميدان المعركة حتى أصبحت جميع اللاعبين الآخرين استنفدت القتال فيما بينهم. ثم انتقل في بكامل قوتها والتقاط القطع.

#### لإخفاء سكين وراء ابتسامة
- (笑裏藏刀／笑里藏刀, Xiào lǐ cáng dāo)
- سحر وتوصل ببراعة نفسك لعدوك. عندما كنت قد اكتسبت ثقته، والتحرك ضده في الخفاء.

#### التضحية شجرة البرقوق للحفاظ على شجرة الخوخ
- (李代桃僵, Lǐ dài táo jiāng)
- هناك الظروف التي يجب أن تضحي أهداف قصيرة الأجل من أجل كسب الهدف على المدى الطويل. هذه هي إستراتيجية كبش فداء حيث شخص آخر يعاني من عواقب ذلك أن بقية لا.

#### أغتنم هذه الفرصة لأختلس عنزة
- (順手牽羊／顺手牵羊, Shùn shǒu qiān yáng)
- وفي حين تنفيذ الخطط الخاصة بك أن تكون مرنة بما فيه الكفاية للاستفادة من أي فرصة الذي يطرح نفسه، مهما كانت صغيرة، ونفسك الاستفادة من أي ربح، مهما كان طفيفا.

### الفصل 3: مهاجمة الحيل
- (攻戰計)

#### ستومب العشب لتخويف ثعبان
- (打草驚蛇／打草惊蛇, Dá cǎo jīng shé)
- هل شيء مذهل («ضرب العشب») لإثارة رد فعل من العدو («باغت الثعبان»)، وبالتالي التخلي عن خططه أو موقف، أو لمجرد التهكم منه. تفعل شيئا غير عادي، غريب، وغير متوقع حيث سيؤدي ذلك إلى إثارة الشكوك العدو وتعطيل تفكيره. تستخدم على نطاق واسع باسم «[لا] باغت الثعبان عن طريق ضرب العشب». سوف فعل الحكمة إعطاء الخاص بك أو موقف النوايا بعيدا إلى العدو..

#### اقتراض جثة لإحياء الروح
- (借屍還魂／借尸还魂, Jiè shī huán hún)
- خذ مؤسسة، والتكنولوجيا، والأسلوب، أو حتى أيديولوجية قد نسي أو تجاهل والاستيلاء عليها لأغراض الخاصة بك. إحياء شيئا من الماضي من خلال إعطائها غرض جديد أو تقديمهم إلى الحياة الأفكار القديمة والعادات والتقاليد وأو إعادة تفسيرها لتناسب أغراضك.

#### إغراء النمر لمغادرة مخبأ الجبلية
- (調虎離山／调虎离山, Diào hǔ lí shān)
- أبدا مهاجمة مباشرة الخصم الذي مشتق من موقعها ميزة. بدلا من ذلك استدراجه بعيدا عن موقفه مما يفصل بينه وبين مصدر له من قوة.

#### من أجل التقاط، يجب على المرء أن تحرير
- (欲擒故縱／欲擒故纵, Yù qín gū zòng)

سوف يحشر في كثير من الأحيان فريسة * لشن هجوم يائسة النهائي. لمنع هذا أن تدع العدو يعتقد انه لا يزال لديه فرصة للحرية. إرادته للقتال هو هذا قلل من قبل رغبته في الهرب. وعندما تكون في نهاية ثبت حرية الباطل أن يهزم معنويات العدو وانه سوف تستسلم دون قتال.

#### ينثر من لبنة للحصول على الأحجار الكريمة
- (拋磚引玉／抛砖引玉, Pāo zhuān yǐn yù)
- بيت شخص ما يجعله يعتقد انه يكسب شيئا أو مجرد جعل له الرد على ذلك («إرم من الطوب») والحصول على شيء له قيمة من مقابل («للحصول على الأحجار الكريمة»)..

#### هزيمة العدو من خلال التقاط رئيسهم
- (擒賊擒王／擒贼擒王, Qín zéi qín wáng)
- إذا كان جيش العدو قوي ولكنها متحالفة مع قائد إلا عن طريق المال، والخرافة أو التهديد، ثم تأخذ تهدف إلى الزعيم. إذا انخفض قائد بقية الجيش سوف تفريق أو تأتي إلى جانبكم. إذا، ومع ذلك، والمتحالفة مع أنها لزعيم من خلال الولاء ثم حذار، لا يمكن للجيش مواصلة القتال بعد وفاته من الانتقام.

### الفصل 4: الفوضى الحيل
- (混戰計)

#### إزالة الحطب من تحت وعاء
- (釜底抽薪, Fǔ dǐ chōu xīn)
- إخراج حجة الرائدة الأصول أو شخص؛ «سرقة الرعد شخص ما». هذا هو جوهر النهج غير المباشر: بدلا من مهاجمة قوات العدو القتال، يتم توجيه هجمات ضد قدرته على شن الحرب.

#### الإزعاج الماء وصيد الاسماك
- (渾水摸魚／浑水摸鱼 or 混水摸鱼, Hún shuǐ mō yú)
- إنشاء الارتباك واستخدام هذا الارتباك لتعزيز الأهداف الخاصة بك.

#### تنصل من قذيفة ذهبية الزيز في
- (金蟬脱殼／金蝉脱壳, Jīn chán tuō qiào)
- قناع نفسك. إما ترك المرء الصفات المميزة وراء، وبذلك أصبحت غير واضحة، أو تنكر أنها شيء أو شخص آخر. يتم استخدام هذه الاستراتيجية أساسا للهروب من العدو من قوة متفوقة.

#### أغلق الباب للقبض على اللص
- (關門捉賊／关门捉贼, Guān mén zhuō zéi)
- لالتقاط عدوك، أو أكثر عموما في خوض الحروب، في توجيه الضربة النهائية لعدوك، يجب أن تخطط بحكمة إذا كنت تريد أن تنجح. لا تتعجل في العمل. قبل أن «التحرك في لتقتل»، وقطع طرق الهروب الأولى من عدوك، وقطع أي طرق يمكن من خلالها مساعدة خارجية يمكن الوصول إليهم.

#### اقامة علاقات صداقة دولة بعيدة أثناء مهاجمة أحد الجيران
- (遠交近攻／远交近攻, Yuǎn jiāo jìn gōng)
- ومن المعروف أن الدول التي تقع على الحدود بعضها البعض تصبح الأعداء بينما الدول مفصولة مسافة والعقبات جعل حلفاء أفضل. عندما كنت الأقوى في حقل واحد، التهديد الأكبر الخاص بك هو من ثاني أقوى في مجال عملك، وليس أقوى من حقل آخر

#### الحصول على ممر آمن للاستيلاء على الدولة من قوه
- (假道伐虢, Jiǎ dào fá Guó)
- اقتراض موارد حليفا للهجوم على العدو المشترك. مرة واحدة وهزم العدو، واستخدام تلك الموارد لتشغيل حليف التي قدمت لكم لهم في المقام الأول

### الفصل 5: التقريبي الحيل
- (並戰計)

#### استبدال الحزم مع الأخشاب الفاسد
- (偷梁換柱／偷梁换柱, Tōu liáng huàn zhù)
- تعطيل تشكيلات العدو، تتعارض مع أساليب عملياتها، تغيير القواعد التي يتم استخدامها لمتابعة، انتقل خلافا لتدريبهم القياسية. بهذه الطريقة قمت بإزالة عمود الداعمة، والرابط المشترك الذي يجعل مجموعة من الرجال قوة قتالية فعالة.

#### نقطة في شجرة التوت حين شتم شجرة الجراد
- (指桑罵槐／指桑骂槐, Zhǐ sāng mà huái)
- للتأديب، والسيطرة، أو تحذير الآخرين الذين الحالة أو الموقف تستبعدها من المواجهة المباشرة، واستخدام القياس والغمز. دون تسمية أسماء مباشرة، المتهمين لا يمكن الرد دون الكشف عن تورطهم.

#### اختلق الجنون ولكن يبقى رصيدك
- (假痴不癲／假痴不癫, Jiǎ chī bù diān)
- إخفاء وراء قناع من أحمق، وهو في حالة سكر، أو مجنون لخلق التباس حول النوايا والدوافع الخاصة بك. استدراج خصمك في التقليل قدرتك حتى، الثقة المفرطة بالنفس، وقال انه يسقط حارسه. فإنك قد تهاجم.

#### إزالة سلم عندما صعد العدو إلى السطح
- (上屋抽梯, Shàng wū chōu tī)
- مع الطعوم والخداع، جذب عدوك في التضاريس الغادرة. ثم قطع خطوط الاتصال وله سبيلا للهروب. لإنقاذ نفسه، وقال انه يجب محاربة كل من القوات الخاصة وعناصر الطبيعة.

#### سطح السفينة الشجرة مع أزهار كاذبة
- (樹上開花／树上开花, Shù shàng kāi huā)
- ربط أزهار الحرير على شجرة ميتة يعطي الوهم ان الشجرة هو صحي. من خلال استخدام حيلة وتمويه، وتقديم شيء لا قيمة تظهر قيمة؛ من أي تهديد تظهر خطورة؛ لا فائدة يبدو مفيدا

#### جعل المضيف والضيف أدوار الصرف
- (反客為主／反客为主, Fǎn kè wéi zhǔ)
- اغتصاب القيادة في حالة حيث كنت عادة المرؤوس. التسلل التي تستهدفها. في البداية، أدعي أن يكون مقبولا نزيل، ولكن تطوير من داخل وتصبح المالك في وقت لاحق..

### الفصل 6: الحيل يائسة
- (敗戰計)

#### فخ الجمال (مصيدة)
- (美人計／美人计, Měi rén jì)
- إرسال عدوك النساء الجميلات أن يسبب الشقاق داخل معسكره . يمكن أن تعمل هذه الاستراتيجية على ثلاثة مستويات . الأولى، يصبح الحاكم حتى الافتتان مع جمال أنه يهمل واجباته ويسمح يقظته في طريقها إلى الزوال . الثانية، سوف الذكور الأخرى في المحكمة البدء في عرض السلوك العدواني أن تشعل الخلافات الطفيفة التي تعوق التعاون وتدمير الروح المعنوية . الثالث ، الإناث الأخريات في المحكمة، بدافع من الغيرة والحسد ، والبدء في رسم المؤامرات مما أدى إلى تفاقم الوضع.

#### الاستراتيجية فارغة الحصن
- (空城計／空城计, Kōng chéng jì)* عند العدو متفوقة في العدد والوضع الخاص بك هو من النوع الذي كنت تتوقع أن يتم تجاوز في أي لحظة ، ثم تراجع عن التظاهر التأهب العسكري ، والتصرف بهدوء وتهكم العدو ، بحيث العدو سوف تعتقد أن لديك كمين ضخمة مخبأة بالنسبة لهم. أنه يعمل بشكل أفضل من خلال العمل في سهولة الهدوء وعندما تتوقع عدوك لك أن تكون متوترة. هذه حيلة ناجحة فقط إذا كان في معظم الحالات يجب عليك قوة خفية قوية وقليلة فقط استخدام إستراتيجية الحصن الفارغة .

#### دعونا الخاصة الشقاق تجسس زرع العدو في معسكر العدو
- (反間計／反间计, Fǎn jiàn jì)
- تقويض قدرة عدوك لمحاربة من خلال التسبب في الخلاف بينه وأصدقائه، والحلفاء، والمستشارين، والأسرة، القادة والجنود والسكان بين سرا. في حين انه مشغول تسوية النزاعات الداخلية، وقدرته على الهجوم أو الدفاع، للخطر.

#### لإلحاق الضرر على نفسه لكسب ثقة العدو
- (苦肉計／苦肉计, Kǔ ròu jì)
- التظاهر للإصابة اثنين من التطبيقات الممكنة. في الأولى، ويركن العدو في الاسترخاء حارسه منذ أن لم تعد تعتبر لك أن تكون تهديدا فوريا. والثاني هو وسيلة ليعرضن نفسك لعدوك من خلال التظاهر وتسبب في إصابة من قبل العدو المشترك.

#### الحيل سلسلة
- (連環計／连环计, Lián huán jì)
- في المسائل الهامة، ينبغي للمرء أن استخدام العديد من الحيل تطبيق في وقت واحد تلو الآخر كما هو الحال في سلسلة من الحيل. الحفاظ على الخطط المختلفة العاملة في مخطط شامل، ولكن في هذه الطريقة في حالة فشل أي إستراتيجية واحدة، ثم فواصل سلسلة وفشل مخطط كامل.

#### إذا فشل كل شيء آخر، تراجع
- (走為上／走为上, Zǒu wéi shàng) cf. 退避三舍
- إذا يصبح من الواضح أن دراستك الحالية من العمل سوف يؤدي إلى الهزيمة، ثم التراجع واعادة تجميع صفوفهم. عندما يفقد جانبكم، لا يوجد سوى ثلاثة خيارات المتبقية: الاستسلام، وسطا، أو الهروب. الاستسلام هو هزيمة كاملة، حل وسط هو نصف هزيمة، ولكن الهروب ليس هزيمة. طالما لم يهزموا لك، لا يزال لديك فرصة. هذا هو الأكثر شهرة من الحيل، خلدت في شكل لغة الصينية: «من بين ستة وثلاثون الحيل، الفارين من الأفضل» (三十六计، 走 为 上 计).